# 勝どきビュータワー
勝どきビュータワー（かちどきビュータワー）は、東京都中央区勝どき一丁目にある超高層複合ビル。集合住宅と店舗などで構成される。第9回照明デザイン賞 奨励賞を受賞。

## 概要
建設地周辺は関東大震災で火災の被害を受け、震災後、復興小学校・小公園として現在の位置に月島第二小学校と月島第二公園が整備された。太平洋戦争では被害を免れたものの、戦前からの木造の低層住宅が密集し、容易に建て替えができず、防災上の課題を抱えていた。
1991年に勝どき1丁目8・9・10番地市街地再開発準備組合が設立され、1994年には検討区域に公園街区を含めて地区を拡大した勝どき駅前地区市街地再開発準備組合となって再開発の検討が続けられたが、バブル崩壊のあおりを受け、再開発は滞った。このため、1998年に中央区と再開発準備組合から都市再生機構に施行要請があり事業化の検討を開始。その後都市計画案の検討が行われ、都市計画決定を受けて、2008年1月に工事が着工。2010年12月にまちびらきを迎え、翌年7月末に事業が完了している。
再開発は55階建ての「勝どきビュータワー」と月島第二公園を一体的に整備したもので、タワーは地下1階、1階と2階が店舗・事務所、3階に区立かちどき西保育園、4階に区勝どき児童館を配し、5階から53階に計712戸の集合住宅がある。住戸のうち、328戸は保有床の権利を入札で取得したゴールドクレストが分譲マンションとして販売、204戸が都市再生機構の賃貸マンション、180戸が権利者住戸となっている。なお、1階の住宅用エントランスホールは共通で、分譲と賃貸で動線は区別されていない。このほか、地下1階のサンクンガーデンから都営地下鉄大江戸線勝どき駅に直結する連絡通路も整備され、まちびらきに併せ供用が開始されている。
外観は堅の線を強調して繊細さを表現し、最上部と中間部は異なる意匠で立面に変化を与え、最上部北面に行灯をイメージした照明を、低層部に光壁を設けることで情緒を感じさせる下町、昭和の懐かしさを演出、勝どき地区の新たなランドマークを目指した。
建物名称は関係権利者から案を募り、管理運営検討委員会で議論した結果「勝どきビュータワー」に決定している。

## 沿革
- 2004年4月22日 - 都市計画決定。
- 2006年
  - 1月24日 - 事業計画認可（同年8月変更認可）。
  - 11月15日 - 権利変換計画認可。
  - 12月15日 - 権利変換期日。
- 2008年1月17日 - 建築工事着手。
- 2010年
  - 10月27日 - 建築工事完了。
  - 11月26日 - 竣工。
  - 12月1日 - まちびらき。
- 2011年7月 - 事業完了。

## アクセス
- 勝どき駅（都営地下鉄大江戸線）徒歩1分